# Jules Patouillet
Pour les articles homonymes, voir Patouillet.
Jules François Alfred Joseph Patouillet, né le 24 janvier 1840 à Paris et mort le 17 juin 1879 à Saïgon, est un médecin français connu pour ses recherches sur la Nouvelle-Calédonie.

## Biographie
Médecin de la marine, il part de Brest le 20 septembre 1866 sur la Néréide, une frégate à voile qui doit ravitailler La Réunion et la Nouvelle-Calédonie et arrive à Nouméa le 15 février 1867 après avoir fait escale au Cap Vert, au Cap, à Saint-Denis et à Sydney. 
Il travaille alors au pénitencier de Canala puis à Ouagap et cherchant à étudier les populations, épouse le style de vie des Canaques, ce qui lui vaut leur sympathie mais aussi une vive méfiance des Européens. Durant ses loisirs, il excursionne dans les montagnes et rend régulièrement visite aux Pères maristes. 
Il tire de sa vie en Nouvelle-Calédonie, un ouvrage orné de dessins et de photographies, qui, plus qu'un récit de voyage, est une étude détaillée de la géographie de la Grande Terre et de son histoire, de l'anthropologie, de l’ethnologie et des mœurs des Canaques. 
Jules Patouillet analyse les organisations tribales et sociales, l'alimentation, le costume, l'habitat, l'agriculture, les armes, les fêtes, la musique, la poésie, les croyances et légendes, la religion, etc. 
Le 10 février 1870, Patouillet quitte Nouméa et est incorporé dans l'Armée de la Loire à son retour en métropole. 

## Œuvre
- Voyage autour du monde. Trois ans en Nouvelle-Calédonie, Paris, E. Dentu, 1873 
  - Trois ans en Nouvelle-Calédonie, Réédition, PRNG éditions (Éditions des régionalismes), 2017  (ISBN 978-2-3663-4107-2)